# مایلوسو
مایلوسو (به قرقیزی: Майлуу-Суу، مايلۇۇ سۇۇ) شهری در استان جلال‌آباد کشور قرقیزستان است که در سرشماری سال ۲۰۰۵ میلادی، ۱۶٫۴۶۶ نفر جمعیت داشته است.